# SMA-kontakt

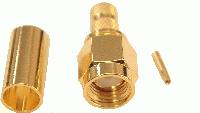
R-SMA från [http://www.tradlost.se trådlöst

SMA-kontakt är en typ av kontaktdon för koaxialkabel som exempelvis används till utrustning för Wi-Fi, men den används också i stor utsträckning i mätutrustning och produkter som inte riktar sig mot konsumentmarknaden.
SMA-kontakten har utmärkta egenskaper från DC till 18 GHz och är konstruerad för att minimera läckage. Den finns i två varianter, SMA och R-SMA där den senare är den vanligaste för konsumentutrustning. Dessa kontakter är i princip uteslutande för kontaktpressning och kan således inte monteras utan speciella verktyg.